# Precessió dels equinoccis

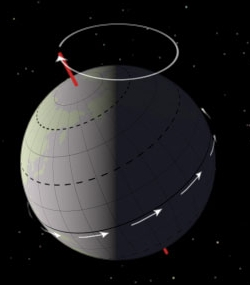
Precessió de l'eix de la Terra

La precessió dels equinoccis és la rotació que efectua el pol nord celeste al voltant del pol de l'eclíptica, en sentit retrògrad, en 25.780 anys. L'eix de la Terra forma un angle de 23° 26′ respecte a l'eix eclíptic.
A conseqüència d'això:
- El pol nord celeste es mou amb relació a les estrelles, sent ara l'estel polar α Ursa Minor.
- El punt d'Àries, intersecció de l'equador amb l'eclíptica, retrograda sobre l'equador en el mateix període, és a dir, 50,25" per any.

A principis de l'era cristiana, el Sol es projectava al començament de la primavera en la constel·lació d'Àries. Actualment, 2.000 anys després, ha girat un angle igual a 50,2511 x 2000 = 27,92º, projectant-se sobre la constel·lació dels Peixos.